# Cmentarz Stary w Kielcach

Cmentarz Stary jest oznaczony nr 7

Cmentarz Stary w Kielcach – cmentarz rzymskokatolicki położony między ulicami ks. Piotra Ściegiennego oraz Zygmunta Kwasa w Kielcach. Cmentarz należy do  parafii katedralnej Wniebowzięcia Najświętszej Maryi Panny.

## Historia
Jest najstarszym istniejącym cmentarzem na terenie miasta. Data jego powstania nie jest dokładnie znana, ale przyjmuje się, że stało się to w okresie między 1801 a 1805 r. Teren, na którym leży cmentarz, należał wcześniej do folwarku biskupiego Psiarnia, który został poddany pod koniec XVIII wieku upaństwowieniu tak samo jak inne dobra, będące w posiadaniu biskupów krakowskich. Sama nekropolia została utworzona na skutek zarządzenia ówczesnych władz austriackich, które ze względów sanitarnych nakazywały grzebanie zmarłych poza granicami miasta. Wcześniej zmarłych chowano na cmentarzu kolegiackim znajdującym się koło obecnej bazyliki katedralnej, cmentarzu przy kościele św. Wojciecha, a także na cmentarzu, który kiedyś mieścił się obok nieistniejącej już kaplicy św. Leonarda, położonej przy obecnym Placu Moniuszki. W pierwszych latach istnienia cmentarza chowano osoby różnych wyznań: katolickiego, ewangelickiego, prawosławnego oraz unitów. Na cmentarzu pochowani są także żołnierze biorący udział w wojnach napoleońskich, powstaniach: listopadowym i styczniowym, członkowie Armii Krajowej.

## Obszar cmentarza
W ciągu swego istnienia cmentarz był poszerzany by pomieścić większą liczbę grobów. W 1818 roku cmentarz został powiększony w kierunku północno-wschodnim. W latach 1860–1862 nastąpiła rozbudowa w kierunku południowym zgodnie z projektem Aleksandra Dunina-Borkowskiego, a w okresie od 1882 do 1884, według projektu Franciszka Ksawerego Kowalskiego, poszerzono go dalej na południe oraz postawiono mur od strony obecnej ulicy ks. Piotra Ściegiennego. Ostateczne zakończenie zwiększania powierzchni cmentarza nastąpiło w 1926 roku, kiedy w północnej części Kielc – Piaskach został wytyczony nowy cmentarz.

## Kwestia wyznaniowa
Na początku cmentarz nie był podzielony według wyznania i cały teren wchodził w jego skład. Gdy w 1836 r. została założona parafia ewangelicka (działania zmierzające do jej powstania były podejmowane od 1812 r.) z terenu cmentarza został wydzielony cmentarz ewangelicki i kwatera muzułmańska. W związku z dużą liczbą Rosjan mieszkających na terenie miasta, w 1851 rozpoczęto prace na rzecz powstania osobnego cmentarza prawosławnego, które zakończyły się jego utworzeniem w 1865 r.

## Rejestr zabytków
30 października 1980 roku cmentarz Stary został wciągnięty decyzją Wojewódzkiego Konserwatora Zabytków do rejestru zabytków nieruchomych (nr rej.: A.331 z 30.10.1980). Pod ochroną znalazł się układ przestrzenny cmentarza wraz z wszystkimi grobami i kaplicami powstałymi przed 1939 r. oraz drzewa. Ścisłą ochroną konserwatorską zostały objęte kwatery parzyste o numerach 4-14.

## Znane pochówki
Na terenie cmentarza spoczywają znane i zasłużone dla regionu osoby. Swoje miejsca pochówku mają tutaj m.in.:
- Franciszek Ksawery Kowalski – kielecki architekt złożony w żeliwnym, neogotyckim nagrobku, na którym stoi kamienna rzeźba przedstawiająca Matkę Boską z Dzieciątkiem;
- Bronisław Saski – działacz Towarzystwa Dobroczynności, właściciel apteki i kamienicy przy rynku pochowany w czarnym, granitowym grobowcu;
- Zbigniew Kruszelnicki – porucznik Armii Krajowej (pseud. Wilk), który poległ w Miedzianej Górze w walce z Niemcami;
- Antonina Marcela Gombrowicz – matka pisarza Witolda Gombrowicza;
- Wiktor Jaroński – kielecki prawnik, długoletni poseł Koła Polskiego w Dumie Państwowej.
- Antoni Gwoździowski - sędzia Trybunału Cywilnego guberni warszawskiej, pochowany w kaplicy rodzinnej Malinowskich[4].
- Leon Pająk – porucznik Wojska Polskiego, obrońca Westerplatte, odznaczony Orderem Virtuti Militari. Honorowy Obywatel Kielc.
- Jerzy Pilch – polski pisarz, publicysta i scenarzysta filmowy.